# Uperodon systoma
Uperodon systoma és una espècie d'amfibi de la família dels microhílids. Es troba al sud, est i nord-oest de l'Índia, nord-est del Pakistan (a les Muntanyes Shakarparian), el Nepal i nord i sud-est de Sri Lanka. És present des del nivell del mar fins als 1.000 metres. A Sri Lanka i a Gujarat (Índia) és comuna en el seu hàbitat preferent, mentre que a Pakistan és una espècie rara.
Gran part del temps viu enterrada en sòls solts i humits. S'ha observat en boscos, planes, jardins particulars i en àrees amb agricultura poc intensa. Els adults surten a la superfície durant els monsons i es reprodueixen; els mascles canten des de les ribes de torrents o arrossars i els ous es dipositen en masses que suren a l'aigua. A Pakistan s'ha vist que els tèrmits són la principal font d'aliment de l'espècie.